# گریگوری لندزبرگ
 گریگوری لندزبرگ (انگلیسی: Grigory Landsberg؛ زاده ۲۲ ژانویهٔ ۱۸۹۰ درگذشته ۲ فوریهٔ ۱۹۵۷) یک فیزیک‌دان، در زمینه نورشناسی، و طیف‌بینی اهل روسیه بود.